# Alexander Anderson (botánico)
Alexander Anderson FRSE FLS (1748, Aberdeen, Escocia-1811, isla de San Vincente, Caribe) fue un cirujano, y naturalista escocés.
Anderson estudió en la Universidad de Edimburgo. El miembro aberdoniano William Forsyth brevemente lo empleó en el Jardín botánico de Chelsea (Chelsea Physic Garden) en Londres, antes que Anderson migrara a Nueva York en 1774,
donde permaneció con su hermano John, un impresor.
En 1785, fue nombrado superintendente del Jardín Botánico de San Vicente, donde mostró mucha actividad. Fue corresponsal de Sir Joseph Banks, por medio del cual él contribuyó a la Royal Society en 1789 contando sobre un lago bituminoso en St. Vincent, que más tarde publicó en Philosophical Transactions.

## Honores
- Enero de 1791: electo miembro de la Royal Society of Edinburgh, a propuestas de Daniel Rutherford, John Walker y William Wright.[2] En el mismo año entró en Las Guayanas con una expedición botánica; las plantas que obtuvo se las enviaba a Sir Banks, encontrándose ahora en el herbario del Museo Británico.

- 1798: la Real Sociedad para el fomento de las Artes, Manufacturas y Comercio lo honra con la medalla de plata, por su artículo sobre las plantas en el Jardín de San Vicente. Contempló la elaboración de una flora de las islas del Caribe, algunas hojas que envió a Banks, pero este proyecto nunca se llevó a cabo. Renunció a su cargo en julio de 1811, y murió el 8 de septiembre del mismo año (la Real Sociedad de Edimburgo da su fecha de muerte el 10 de mayo de 1811).

A Anderson lo sucedió como superintendente, su amigo, el cirujano William Lochhead.
- La abreviatura «A.Anderson» se emplea para indicar a Alexander Anderson como autoridad en la descripción y clasificación científica de los vegetales.[3]